# Паульовылъя
Паульовылъя (устар. Пауль-Овыл-Я) — река в России, протекает в Ханты-Мансийском автономном округе. Устье реки находится на 559-м км левого берега Северной Сосьвы. Длина реки — 29 км. В 8 км от устья по правому берегу впадает река Паульовылтоип.

## Данные водного реестра
По данным государственного водного реестра России относится к Нижнеобскому бассейновому округу, водохозяйственный участок реки — Северная Сосьва, речной подбассейн реки — Северная Сосьва. Речной бассейн реки — (Нижняя) Обь от впадения Иртыша.